# Léon l'Africain (roman)

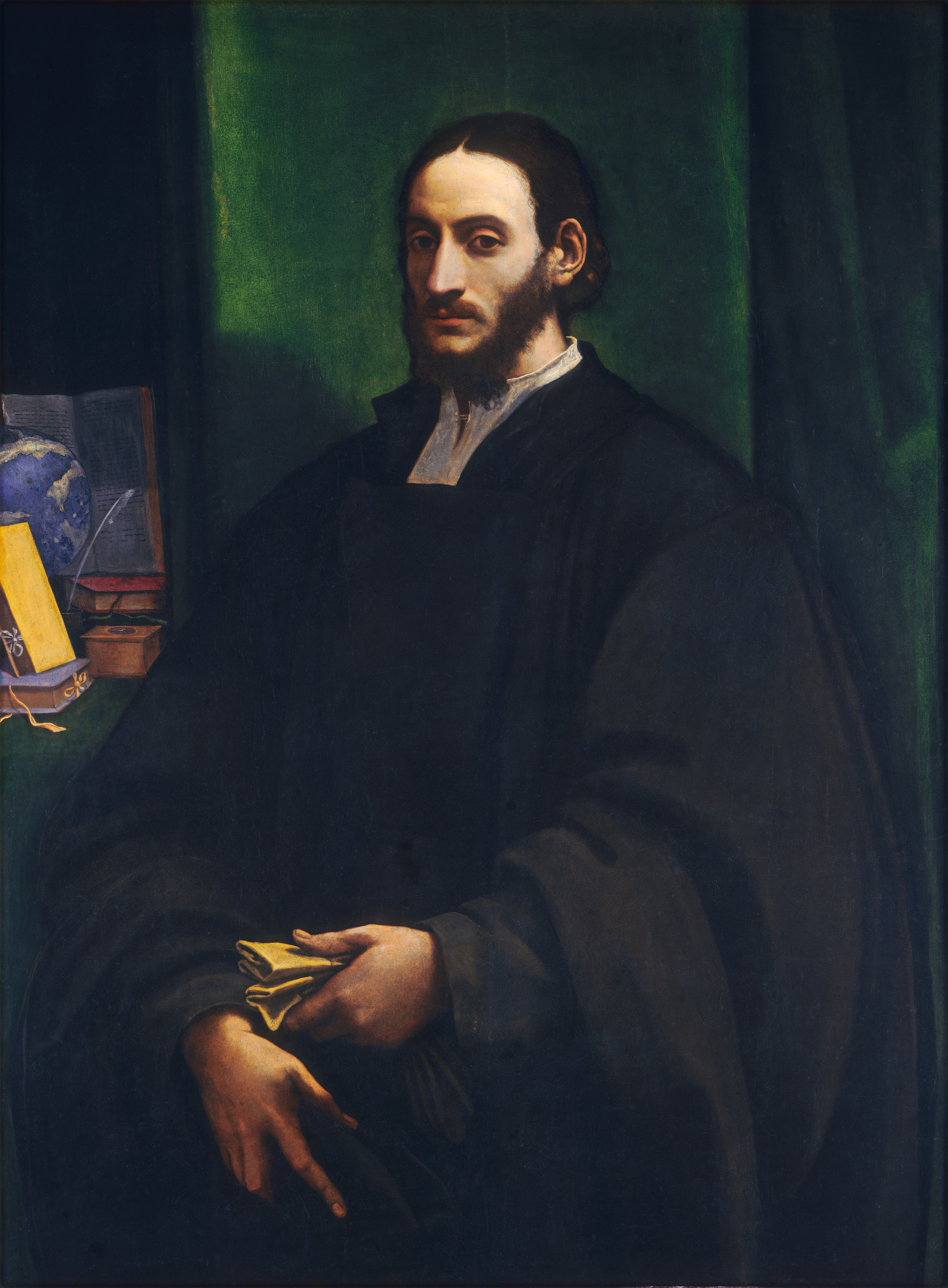
Portrait supposé de Léon l'Africain, Sebastiano del Piombo, vers 1520.

Léon l’Africain est un roman de l’écrivain franco-libanais Amin Maalouf publié aux éditions Jean-Claude Lattès en 1986.

## Résumé
Léon l’Africain est une biographie romancée de Hassan el-Wazzan, dit Léon l’Africain, commerçant, diplomate, géographe et écrivain arabo-andalou.
Né à Grenade au moment de la reconquête espagnole, il s'exile et parcourt de nombreux pays méditerranéens, multipliant les rencontres et faisant preuve de curiosité et de tolérance. Capturé par des chevaliers italiens, il se convertit au christianisme et devient conseiller de la papauté.

## Livres audio
- Amin Maalouf, Léon l'Africain (volume 1), Paris, Livraphone, 22 mai 2002 (ISBN 978-2-87809-256-1, BNF 38620022).Texte intégral ; interprète : Guy Moign ; support : 6 disques compacts audio ; durée : 7 h 36 min environ ; référence éditeur : Livraphone LIV 406C. La notice bibliographique BNF indique, par erreur, une durée totale de 7 h 30 min.
- Amin Maalouf, Léon l'Africain (volume 2), Paris, Livraphone, 22 mai 2002 (ISBN 978-2-87809-258-5, BNF 38620024).Texte intégral ; interprète : Guy Moign ; support : 4 disques compacts audio ; durée : 4 h 44 min environ ; référence éditeur : Livraphone LIV 408C. La notice bibliographique BNF indique, par erreur, une durée totale de 4 h 40 min.
- Amin Maalouf, Léon l'Africain, Paris, Livraphone, 11 avril 2004 (EAN 335-89-500-0025-8, BNF 40104056).Texte intégral ; interprète : Guy Moign ; support : 2 disques compacts audio MP3 ; durée : 12 h 20 min environ ; référence éditeur : Livraphone LIV 408M. Réédition au format MP3, en un seul coffret, du contenu des deux coffrets parus en 2002. La notice bibliographique BNF indique, par erreur, une durée totale de 12 h 50 min.